# 中心 (几何)

圓的圓周（C，以黑色表示），直徑（D，以淺藍色表示），半徑（R，以紅色表示）和圓心（O，以紫紅色表示）

幾何學中，一形狀的中心是指在某種定義下，在此形狀中心的點。若是在等距群研究中，中心則是等距群中一個固定點。

## 圓
圓的中心稱為圓心，圓心和圓周上任一點的距離都是半徑，圓心和圓周上任一點的距離都相等。而圓球的球心也是和球面上任一點的距離都相等的點。

## 對稱的形狀
對於有對稱性的形狀而言．對稱中心是指一形狀在對稱運算後，不會改變的點。像正方形、正方形、菱形及平行四邊形的對稱中心是對角點的交點。是旋轉對稱的中心．而椭圆中心是長短軸的交點。

## 三角形

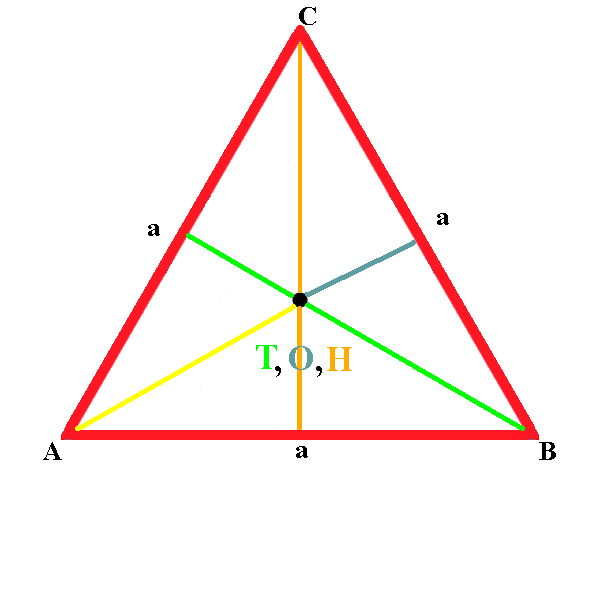
正三角形外心、內心、重心和垂心共點

三角形中許多點都可以稱為是三角形的中心，其外接圓圓心（外心）、內切圓圓心（內心）、形心、垂心（垂線交點）等。在正三角形中．上述的中心都在同一點上，在三角形二對稱軸的交線上，距頂點的距離為正三角形高的2/3。
另一種對三角形中心的嚴格定義是三线坐标為f(a,b,c) : f(b,c,a) : f(c,a,b) 的點，其中f是三邊長a, b, c的函數，且滿足以下性質。
1. f對a, b, c齊次，也就是f(ta,tb,tc)=thf(a,b,c)，對於特定實數h，因此三角形的中心位置和尺寸無關。
2. f對最後二個參數對稱，也就是f(a,b,c)= f(a,c,b)，因此一三角形鏡像的中心位置和原三角形的中心位置相同[2]。

上述的定義下，旁心不是三角形的中心，布罗卡点也不是三角形的中心（三角形鏡像後，中心位置會變動）。三角形中心百科列出超過三千種三角形的中心。